# Erzgebirgskrimi – Mord auf dem Jakobsweg
Mord auf dem Jakobsweg ist ein deutscher Fernsehfilm von Markus Imboden aus dem Jahr 2024. Es handelt sich um die zehnte Episode der ZDF-Kriminalfilmreihe Erzgebirgskrimi mit Kai Scheve als Robert Winkler, Lara Mandoki als Karina Szabo und Teresa Weißbach als Saskia Bergelt in den Hauptrollen. Der Film wurde am 26. Oktober 2024 in der ZDF-Mediathek veröffentlicht und am 2. November 2024 im ZDF zum ersten Mal ausgestrahlt.

## Handlung
Der Sägewerksbesitzer Matthias Langer aus Dresden, der auf dem sächsischen Teil des Jakobsweges zu einer Pilgerreise aufgebrochen ist, wird unter einer Brücke erhängt aufgefunden. Was zunächst wie ein Selbstmord aussieht, entpuppt sich bald als Mord.
Die Kommissare Winkler und Szabo befragen direkt in der Herberge in Stollberg die Pilger, die mit dem Mordopfer unterwegs waren: Langers Ehefrau Maike, seinen Freund und früheren Arbeitgeber Felix Uhlich aus Zwickau und Benedict Wagner, eine scheinbare Zufallsbekanntschaft auf dem Pilgerweg. Rückblenden enthüllen, dass die Befragten nicht immer die Wahrheit sagen. Mit Unterstützung durch die Försterin Saskia Bergelt decken die Kommissare die Unwahrheiten auf. Wagner hatte Rachewünsche, denn sein Sohn ist nach einem Unfall im Dresdner Sägewerk gestorben. Die Ehe mit Maike war zerrüttet. Ihr und Peter Siepmann, beide Mitgesellschafter des Sägewerks, wird eine Affäre nachgesagt. Zudem war Langer mit den aggressiven Geschäftspraktiken von Siepmann nicht mehr einverstanden und plante, diese öffentlich zu machen und aus der Firma auszusteigen. Auch mit seinem katholischen Vater wollte sich Langer versöhnen, mit dem es wegen seiner beruflichen Entscheidungen zum Kontaktabbruch gekommen war.
Der verzweifelte Uhlich macht Siepmanns unfaire Geschäftsmethoden für den Niedergang seines eigenen, erzgebirgischen Sägewerkes verantwortlich und geht erst auf Siepmann los, dann auf sich selbst; die Kommissare können das Schlimmste gerade noch verhindern. Unter Verdacht gerät kurzzeitig auch die Teenagerin Lara, die von zu Hause weggelaufen ist, im Wald kampiert und Pilger bestiehlt, sowie ihr vorbestrafter Freund Sven. Die weiteren Ermittlungen ergeben, dass jeder der Verdächtigen ein Alibi hat, bis auf Maike und Siepmann. Maike hat ihren Ehemann im Affekt mit ihrem Wanderstock bewusstlos geschlagen und dann Siepmann herbeigerufen, der danach ohne ihr Wissen den Verletzten zu Tode brachte.
Die Romanze zwischen Winkler und der Försterin bleibt in der Schwebe. Sie kritisiert ihn dafür, sich nach ihrer gemeinsamen Nacht nicht mehr bei ihr gemeldet zu haben. Er verzichtet darauf, sich beziehungstechnisch festzulegen, und pilgert lieber selbst eine Runde auf dem Jakobsweg.

## Hintergrund
Der Film wurde in der Zeit vom 19. September 2023 bis 19. Oktober 2023 in Flöha, Chemnitz, Neukirchen, Stollberg und Reinsdorf gedreht. Die im Film gezeigte Brücke am Tatort ist das Hetzdorfer Viadukt; das reale Bauwerk befindet sich aber nicht am fiktiven Tatort südwestlich, sondern östlich von Chemnitz.

## Rezeption

### Kritik
Oliver Armknecht von Film-Rezensionen.de bescheinigt dem Krimi mittelmäßige Qualität, fehlende Spannung, einen Mangel an Alleinstellungsmerkmalen, stereotype Figuren und aufdringliche Musik. Aus dem Motiv der Pilgerreise sei nichts gemacht worden. Auch die Stimmung des idyllischen Waldschauplatzes vermag den Rezensenten nicht wirklich zu überzeugen.
Susanne Bald von Prisma findet die Krimiepisode „unaufgeregt erzählt und doch bestens unterhaltend“. Sie merkt an, dass Teresa Weißbach in der Rolle der Försterin die einzige Person unter den Hauptcharakteren ist, die mit „regionalem Zungenschlag“ spricht und so für einen „Hauch von Lokalkolorit“ sorgt.
Tilmann P. Gangloff auf tittelbach.tv hingegen lobt die „ruhige und sachliche Inszenierung“, die „vorzügliche Musik“ und das ästhetische Konzept des „herbstlichen Films mit satten Grün- und Brauntönen“.
Die FAZ urteilt, der Film kratze „nur an der Oberfläche, statt einen echten Wirtschaftskrimi zu bieten“. Positiv bewertet werden die Landschaftsaufnahmen, negativ die fehlende Spannung und der austauschbare Plot.

### Einschaltquote
Bei der Erstausstrahlung von Erzgebirgskrimi – Mord auf dem Jakobsweg am 2. November 2024 interessierten sich in Deutschland insgesamt 6,30 Millionen Zuschauer für die Filmhandlung, was einem Marktanteil von 25,7 Prozent für das Zweite Deutsche Fernsehen entsprach. In der als Hauptzielgruppe für Fernsehwerbung deklarierten Altersgruppe von 14–49 Jahren erreichte der Film 0,32 Millionen Zuschauer und damit einen Marktanteil von 6,6 Prozent in dieser Altersgruppe.